# Soul Surfer
Soul Surfer is een Amerikaanse dramafilm uit 2011, die gebaseerd is op een waargebeurd verhaal. De film werd geregisseerd door Sean McNamara en duurt 106 minuten. Enkele hoofdacteurs zijn Dennis Quaid, AnnaSophia Robb en Helen Hunt.

## Verhaal
De film gaat over het waargebeurde verhaal van de jonge surfster Bethany Hamilton. Zij verloor haar arm tijdens een haaienaanval. Ze geeft het surfen niet op, oefent hard en strijdt om surfkampioen te worden.

## Rolverdeling
- AnnaSophia Robb als Bethany Hamilton
- Helen Hunt als Cheri Hamilton
- Dennis Quaid als Tom Hamilton
- Lorraine Nicholson als Alana Blanchard
- Kevin Sorbo als Holt Blanchard
- Ross Thomas als Noah Hamilton
- Chris Brochu als Timmy Hamilton
- Carrie Underwood als Sarah Hill
- Jeremy Sumpter als Byron Blanchard
- Sonia Balmores als Malina Birch (als Sonya Balmores Chung)
- Craig T. Nelson als Dr. David Rovinsky
- Cody Gomes als Keoki
- Branscombe Richmond als Ben Aipa
- Bethany Hamilton als zichzelf (archiefmateriaal) / stuntdubbel (onvermeld)
- Alana Blanchard als zichzelf (archiefmateriaal) (onvermeld)